# Décès en 1936
Décès
- 1932
- 1933
- 1934
- 1935
- 1936
- 1937
- 1938
- 1939
- 1940

Cet article présente une liste de personnalités mortes au cours de l'année 1936.

Les mois de l'année font également l'objet de listes spécifiques :

## Décès par mois

### Inconnu
- Louis-Émile Blanchard, peintre paysagiste français (° 1876).
- François Max Bugnicourt, peintre et graveur français (° 1868).
- Achille Carelli, peintre italien (° 1856).
- Alphonse Cellier, peintre français (° 17 septembre 1875).
- Pierre-Roger Claudin, illustrateur et peintre français (° 1877).
- Ernest Correlleau, peintre français (° 1892).
- Maurice Decroix, peintre et dessinateur français (° 14 janvier 1878).
- Alphonse Gaudefroy, peintre français (° 25 mars 1845).
- Marcin Gottlieb, peintre juif polonais (° 1867).
- Charlotte Mansfield, romancière anglaise (° 1881).
- Beatrice Morgari, peintre italienne (° 15 juin 1858).
- Gabriel Noradounghian, homme d’État et bureaucrate arménien ayant servi l'Empire ottoman (° 6 novembre 1852).
- Jean-Baptiste Olive, peintre français (° 31 juillet 1848).
- Manuel Robbe, peintre et graveur français (° 16 décembre 1872).
- Auguste Roure,  peintre français (° 26 avril 1878).
- Marius Roux-Renard, peintre français (° 16 mai 1870).
- Tancrède Synave, peintre français (° 10 février 1870).
- René Vincent, peintre, aquarelliste, dessinateur et affichiste français (° 1879).
- Charles-Albert Walhain, peintre et sculpteur français (° 3 novembre 1877).

- 1930 ou 1936 :
  - Jean Enders, peintre français (° 22 août 1861).
- Après 1936 :
  - Jack Abeillé, peintre, affichiste, dessinateur et illustrateur français (° 28 mai 1873).

### Janvier
- 2 janvier : Jules Destrée, homme politique belge (° 21 août 1863).
- 3 janvier : Pietro Bestetti, coureur cycliste italien (° 12 décembre 1898).
- 8 janvier : John Augustus Barron, politicien.
- 9 janvier : John Gilbert, acteur américain (° 10 juillet 1899).
- 10 janvier : Walter Maxfield Lea, premier ministre de l'Île-du-Prince-Édouard (° 10 février 1874).
- 12 janvier : Émile Pichot, peintre français (° 22 septembre 1857).
- 13 janvier : Emilia Chanks, peintre anglo-russe (° 1er août 1857).
- 15 janvier :
  - Henry Foster, septième gouverneur général d'Australie (° 31 janvier 1866).
  - George Landenberger, homme politique américain (° 12 mai 1879).
- 16 janvier : Albert Fish, tueur en série américain (° 19 mai 1870).
- 17 janvier : Paul Krôn, peintre français (° 18 mars 1869).
- 18 janvier : Rudyard Kipling, écrivain britannique 30 décembre 1865).
- 22 janvier : Louis Glass, compositeur danois (° 23 mars 1864).
- 23 janvier : Edmond Aman-Jean, peintre, graveur et critique d'art français (° 13 novembre 1858).
- 26 janvier : Francis O'Neill, officier de police américain d'origine irlandaise et collecteur de musique traditionnelle irlandaise (° 28 août 1848).
- 27 janvier : Jacques Guilhène, acteur français (° 6 janvier 1886).

### Février
- 3 février : Eddie Boland, acteur américain (° 27 décembre 1883).
- 6 février : Désiré Alfred Magne, peintre français (° 27 février 1855).
- 9 février :
  - Jacques Bainville, journaliste, chroniqueur de politique étrangère, historien et académicien français (° 9 février 1879).
  - Charles Bernier, avocat et peintre aquarelliste français (° 9 octobre 1857).
- 10 février : Fillia, peintre de compositions murales et écrivain italien (° 3 octobre 1904).
- 14 février : Alexandre Goutchkov, homme politique russe (° 14 octobre 1862).
- 22 février :
  - Henri Coulon, peintre et avocat français (° 18 décembre 1855).
  - Henry L. Roosevelt, militaire et homme politique américain (° 5 octobre 1879).
- 25 février : Anna Boch, peintre belge (° 10 février 1848).
- 26 février : Vasileios de Dryinoupolis, une des principales figures de l’orthodoxie nord-épirote des années 1910 et membre du gouvernement de la République autonome d’Épire du Nord (° 1858).
- 27 février : Ivan Pavlov, médecin et physiologiste russe puis soviétique (° 26 septembre 1849).
- 28 février : Julien Le Blant, peintre français (° 30 mars 1851).
- ? février : Henri-Gabriel Ibels, peintre, dessinateur, graveur et affichiste français (° 30 novembre 1867).

### Mars
- 14 mars : Harry Dunkinson, acteur américain (° 16 décembre 1876).
- 15 mars : Charles Roussel, peintre français (° 16 février 1861).
- 26 mars : Urani Rumbo, dramaturge et féministe Albanaise (° 1895).

### Avril
- 1er avril : Veli Nieminen, athlète finlandais (° 1er février 1886).
- 2 avril :
  - William Louis Abbott, naturaliste et un collectionneur américain (° 23 février 1860).
  - Alberico Albricci, militaire et homme politique italien (° 6 décembre 1864).
- 6 avril : Edmund Breese, acteur américain (° 18 juin 1871).
- 8 avril : Pierre Dumont, peintre français (° 29 mars 1884).
- 11 avril :  Francis Stillman Barnard, homme politique canadien (° 16 mai 1856).
- 20 avril : Wladimir Giesl von Gieslingen, général et diplomate autrichien actif pendant la période austro-hongroise (° 18 février 1860).
- 26 avril : Eino Rahja, homme politique russo-finnois (° 20 juin 1885).
- 28 avril : Fouad Ier, sultan puis roi d'égypte (° 26 mars 1868).
- 29 avril : Élisabeth Bergeron, sœur religieuse canadienne (° 25 mai 1851).
- 30 avril : Maurice Busset, xylographe français (° 18 décembre 1880).

### Mai
- 1er mai : Ernst Reicher, acteur et réalisateur allemand (° 19 septembre 1885).
- 3 mai : Alan Crolius, acteur américain (° 31 mars 1889).
- 5 mai : Grigori Tchirikov, restaurateur d'art, peintre d'icône et collectionneur russe puis soviétique (° 1882).
- 7 mai : Isidore-Noël Belleau, politicien québécois (° 7 mars 1848).
- 8 mai : Charles Frédéric Abram, peintre français (° 4 mai 1851).
- 12 mai : Hu Hanmin, homme politique chinois (° 9 décembre 1879).
- 13 mai : Jean-Baptiste Olive, peintre français (° 30 juillet 1848).
- 16 mai : Albert Nikolaïevitch Benois, aquarelliste russe (° 14 mars 1852).
- 20 mai : Nick Cogley, acteur, réalisateur et scénariste américain du cinéma muet (° 4 mai 1869).
- 25 mai : Ján Levoslav Bella, compositeur, chef d'orchestre et enseignant slovaque (° 4 septembre 1843).
- 27 mai : Lucien Lièvre, peintre français (° 27 mai 1878).
- 29 mai : Eugênio Luis Müller, homme politique brésilien (° 13 novembre 1856).

### Juin
- 4 juin : Bernard-Joseph Artigue, peintre français (° 27 avril 1859).
- 11 juin : Robert Ervin Howard, écrivain américain d'heroic fantasy (° 22 janvier 1906).
- 14 juin :
  - G. K. Chesterton, écrivain britannique (° 29 mai 1874).
  - Paul Berryer, homme politique belge (° 4 mai 1868).
- 18 juin : Maxime Gorki, écrivain russe puis soviétique (° 28 mars 1868).
- 23 juin : Vincenzo Caprile, peintre italien (° 24 juin 1856).
- 25 juin : Joseph Mittey, peintre suisse d'origine française (° 1er avril 1853).
- 27 juin : Antonio Locatelli, aviateur, homme politique, écrivain, journaliste, peintre et dessinateur italien (° 17 avril 1895).
- 28 juin : Henri Jaubert, peintre et aquarelliste français (° 21 mai 1860).
- ? juin :
  - Laura Leroux-Revault, peintre française (° 14 septembre 1872).
  - Eugène-Louis Véder, peintre, aquarelliste et graveur français (° 1er avril 1876).

### Juillet
- 1er juillet :
  - Judith Marquet-Krause, archéologue palestinienne (° 1906).
  - José Silbert, peintre français (° 20 janvier 1862).
- 3 juillet : Eugène Decisy, peintre et graveur français (° 5 février 1866).
- 5 juillet : Charles-Joseph-Henri Binet, cardinal français, archevêque de Besançon (° 8 avril 1869).
- 6 juillet : Peter Veniot, premier ministre du Nouveau-Brunswick (° 4 octobre 1863).
- 7 juillet : Amalie Vanotti, peintre badoise (° 30 janvier 1853).
- 12 juillet : Kunishirō Mitsutani, peintre japonais de genre et aquarelliste (° 10 novembre 1874).
- 15 juillet : Alberto Pisa, peintre italien (° 19 mars 1864).
- 22 juillet : Otto Pilny, peintre suisse (° 28 juin 1866).

### Août
- 2 août : Louis Blériot, constructeur d'avions et pilote français (° 1er juillet 1872).
- 3 août : 
  - Fulgence Bienvenüe, père du métropolitain (° 27 janvier 1852).
  - Pietro Romualdo Pirotta, naturaliste italien (° 7 février 1853).
- 5 août : Georges Caussade, pédagogue et compositeur français (° 20 novembre 1873).
- 6 août : Ramón Acín Aquilué, peintre, sculpteur et écrivain espagnol (° 30 août 1888).
- 14 août : Muhammad Hossein Naini, chiite duodécimain iranien (° 25 mai 1880).
- 16 août : Paul Louchet, bronzier, ciseleur, sculpteur, peintre et graveur français (° 12 avril 1854).
- 17 août : Pierre-Octave Ferroud, compositeur français (° 6 janvier 1900).
- 19 août : Federico García Lorca, poète et dramaturge espagnol (° 5 juin 1898).
- 21 août : Eugène Dabit, écrivain et peintre français (° 21 septembre 1898).
- 22 août :
  - José María Hinojosa, poète, éditeur et avocat espagnol (° 17 septembre 1904).
  - Mikhaïl Tomski, syndicaliste, révolutionnaire et homme politique russe puis soviétique (° 31 octobre 1880).
- 23 août : José María Albiñana, homme politique et médecin neurologue espagnol (° 13 octobre 1883).
- 25 août :
  - Lev Kamenev, révolutionnaire et homme politique russe puis soviétique (° 18 juillet 1883).
  - Vincent Manago, peintre français (° 4 avril 1878).
  - Grigori Zinoviev,  révolutionnaire bolchevik russe puis soviétique (° 23 septembre 1883).
- 26 août : Albert Périlhou, compositeur, organiste et pianiste français (° 2 avril 1846).
- 27 août : Luca Postiglione, peintre italien (° 18 octobre 1876).
- 28 août : Lina Bill, peintre français (° 6 janvier 1855).

### Septembre
- 7 septembre : Erich Büttner, peintre allemand (° 7 octobre 1889).
- 12 septembre : Hermann Hirt, philologue et indo-européaniste allemand (° 19 décembre 1865).
- 13 septembre : René Vincent, peintre, aquarelliste, dessinateur et affichiste français (° 4 mars 1879).
- 16 septembre : Jean-Baptiste Charcot, explorateur français (° 15 juillet 1867).
- 17 septembre : Henry Le Chatelier, chimiste français (° 8 octobre 1850).
- 20 septembre : Henry Ganier, magistrat, peintre, affichiste et illustrateur français (° 29 juillet 1845).
- 21 septembre :
  - Antoine Meillet, linguiste français (° 11 novembre 1866).
  - Gaston Noury, peintre, pastelliste, affichiste et dessinateur français (° 17 décembre 1865).
- 29 septembre : Alphonse-Charles de Bourbon, prince capétien de la branche espagnole de la maison de Bourbon (° 12 septembre 1849).

### Octobre
- 2 octobre : Emil Cardinaux, peintre suisse (° 11 novembre 1877).
- 3 octobre : William Arthur Parks, géologue et paléontologue canadien (° 11 décembre 1868).
- 4 octobre : Pierre Leprat, peintre et professeur de dessin et d'histoire de l'art français (° 16 avril 1849).
- 6 octobre : Valère Bernard, peintre, écrivain et poète français (° 10 février 1860).
- 9 octobre : Henri Woollett, compositeur français (° 13 août 1864).
- 10 octobre : « Bombita III » (Manuel Torres Reina), matador espagnol (° 9 octobre 1884).
- 11 octobre : Joseph Jacquemotte, homme politique belge (° 22 avril 1883).
- 13 octobre : Anna Wengberg, peintre suédoise (° 24 avril 1865).
- 21 octobre :
  - Adolf Kirchl, chef de chœur et compositeur autrichien (° 16 juin 1858).
  - William Lakin Turner, peintre anglais (° 25 février 1867).
- 22 octobre :
  - Arturo Viligiardi, architecte néogothique et peintre italien (° 27 juillet 1869).
  - Arthur-Augustus Zimmerman, coureur cycliste américain (° 11 juin 1869).
- 26 octobre : Louis Floutier, peintre français (° 31 mars 1882).
- 27 octobre : Édouard Ducros, peintre de marine français (° 28 août 1856).
- 29 octobre : Tobias Crawford Norris, premier ministre du Manitoba (° 5 septembre 1861).
- 30 octobre :
  - Georges Darnet, peintre français (° 22 mars 1859).
  - Ferdynand Ruszczyc, peintre, imprimeur et scénographe polonais (° 10 décembre 1870).
  - Lorado Taft, sculpteur américain (° 29 avril 1860).
- 31 octobre : Ignacy Daszyński, homme politique polonais (° 26 octobre 1866).

### Novembre
- 2 novembre :
  - Ernst Albert, acteur de théâtre et biologiste allemand (° 21 mai 1859).
  - Lorenzo Viani, peintre, graveur et écrivain italien (° 1er novembre 1882).
- 3 novembre :
  - Henri-Julien Dumont, peintre, affichiste et graveur français (° 14 décembre 1856).
  - Alfred Smith, peintre post-impressionniste français (° 30 juillet 1854).
- 6 novembre : Ossip Braz, peintre russe puis soviétique (° 16 janvier 1873).
- 7 novembre : Monchín Triana, footballeur international espagnol (° 28 juin 1902)[1].
- 11 novembre :
  - Jules Courvoisier, affichiste suisse (° 23 mai 1884).
  - Edward German, musicien et compositeur d'origine galloise (° 17 février 1862).
- 14 novembre : Auguste Jouve, photographe, céramiste et peintre français (° 14 janvier 1854).
- 15 novembre : Paul Fauchey, organiste, pianiste et compositeur français (° 18 mars 1858).
- 16 novembre : Louis-Joseph Maurin, cardinal archevêque de Lyon (° 15 février 1859).
- 17 novembre :
  - John Bowers, acteur américain (° 25 décembre 1885).
  - Roger Salengro, homme politique français (° 30 mai 1890).
- 18 novembre : V. O. Chidambaram Pillai, avocat, écrivain et syndicaliste nationaliste indien et tamoul (° 5 septembre 1872).
- 22 novembre : Louis Apol, peintre néerlandais de l'École de La Haye (° 6 septembre 1850).
- 26 novembre : Victor Charreton, peintre français (° 2 mars 1864).
- 27 novembre : 
  - Pierre-Ernest Dalbouze, ingénieur, industriel et homme d'affaires (° 1er septembre 1872).
  - Edward Bach, médecin britannique (° 24 septembre 1886).
- 28 novembre : François Nardi, peintre français d'origine italienne (° 7 décembre 1861).
- 29 novembre : Bombita (Ricardo Torres Reina), matador espagnol (° 20 février 1879).
- ? novembre : Gabriel de Cool, peintre français (° 14 octobre 1854).

### Décembre
- 2 décembre : Daniel Helguera, footballeur espagnol (° 23 avril 1909).
- 7 décembre : Jean Mermoz, aviateur français (° 9 décembre 1901).
- 10 décembre : Félix Durbesson, peintre français (° 17 juillet 1858).
- 12 décembre : Arsène-Marie Le Feuvre, peintre et homme politique français (° 6 mai 1863).
- 18 décembre :
  - Andrija Mohorovičić, sismologue croate (° 23 janvier 1857).
  - Nicolaas van der Waay, peintre, aquarelliste, dessinateur et lithographe néerlandais (° 15 octobre 1855).
- 20 décembre : Elsa Einstein, seconde épouse et une cousine d'Albert Einstein (° 18 janvier 1876).
- 23 décembre : François Zbinden, peintre suisse (° 4 avril 1871).
- 26 décembre : Édouard Lévêque, industriel, peintre et photographe français (° 10 décembre 1857).
- 27 décembre :
  - Pierre-Léon Dusouchet, peintre, graveur, sculpteur, écrivain et poète français (° 25 avril 1876).
  - Heikki Suolahti, compositeur finlandais (° 2 février 1920).
  - Leon Wyczółkowski, peintre et illustrateur polonais (° 11 avril 1852).
- 28 décembre :
  - Berthe Burgkan, peintre française (° 10 décembre 1855).
  - Ernest Grosjean, organiste et compositeur français (° 18 décembre 1844).
  - Nestor Lakoba, dirigeant communiste abkhaze (° 1er mai 1893).
- 30 décembre :
  - « Algabeño hijo » (José García Carranza), matador espagnol (° 26 février 1902).
  - Constantin Kousnetzoff, peintre russe puis soviétique (° 22 août 1863).
- 31 décembre : Miguel de Unamuno, célèbre poète, romancier, dramaturge, critique littéraire et philosophe espagnols (° 29 septembre 1964).

### Date précise inconnue
- Théo Mayan, peintre français (° 22 décembre 1860).